# Skryje (district de Rakovník)
Pour les articles homonymes, voir Skryje.
Skryje (en allemand : Skrei) est une commune du district de Rakovník, dans la région de Bohême-Centrale, en République tchèque. Sa population s'élevait à 156 habitants en 2020.

## Géographie
Skryje se trouve à 13,5 km au nord-ouest de Žebrák, à 15,6 km au sud-sud-est de Rakovník et à 49 km à l'ouest-sud-ouest de Prague.
La commune est limitée par Hřebečníky et Karlova Ves au nord, par Broumy à l'est, par Ostrovec-Lhotka au sud et au sud-ouest, et par Podmokly et Čilá à l'ouest.

## Histoire
La première mention écrite de la localité date de 1229.

## Transports
Par la route, Skryje se trouve à 17,5 km de Žebrák, à 25 km de Rakovník et à 68 km du centre de Prague.